# Anthony Soprano Jr.
Anthony John Soprano Jr. – fikcyjna postać z serialu „Rodzina Soprano” grana przez Roberta Ilera. Często nazywany jest po prostu A.J. Jest synem bossa mafii Tony’ego Soprano.
Anthony bardzo często jest przyczyną smutków jego rodziców. Być może ma ADHD. Niektóre z jego przewinień to zniszczenie samochodu jego matki, Carmeli Soprano, palenie marihuany na swoim bierzmowaniu, upicie się winem eucharystycznym skradzionym z kościoła, zniszczenie własności szkoły, basenu i ostatecznie oszukiwanie w teście. W rezultacie o mały włos nie wylądował w szkole wojskowej, ale okazało się, że tak jak ojciec i dziadek, miewa ataki paniki. Zamiast tego został wysłany do innej prywatnej szkoły.
Mimo swoich młodzieńczych wybryków, A.J. ufa swoim rodzicom. To jego siostra Meadow wytłumaczyła mu, że biznes rodzinny to nie „zarządzanie odpadami”, jak mówił ich ojciec. Na początku był spokojnych dzieckiem, ale z czasem staje się ponury kłamliwy i coraz bardziej amoralny. W większości jest to reakcja na separację jego rodziców i odkrycie związków rodziny z mafią. Po zejściu się rodziców wydawał się być spokojniejszy, a jego rodzice postanowili wybrać za niego zawód. Tony chciał go wciągnąć do rodzinnego biznesu. W piątym sezonie A.J. mówi, że interesuje go planowanie imprez, ale jego rodzice wybili mu to z głowy.
W sezonach 2-5 był przedstawiony jako fan muzyki nu-metalowej, nosi ok. koszulki, bluzy, a w pokoju ma plakaty zespołów Slipknot i Machine Head.
W odcinku „Full Leather Jacket” A.J. mówił, że chciałby pójść na Harvard, albo do szkoły wojskowej West Point. Tony jednak pokazał mu, że to jest nierealne.
W szóstym sezonie A.J. wyznaje rodzicom, że został wyrzucony z college’u. A.J. chciał także pomścić ojca i planował zabić Juniora Soprano, jednak Bobby Baccalieri i Christopher Moltisanti dowiedzieli się o tym, że chciał kupić broń, i powiedzieli mu jakie to może przynieść skutki. Mimo wszystko A.J. zabrał wielki nóż i do ośrodka w którym trzymany był Junior. Jednak w ostatnim momencie odstąpił od tego. Nie zdołał uciec i został aresztowany, ale równie szybko wyszedł na wolność dzięki politycznym wpływom swojego ojca. Po tym często chodził do drogich klubów w Nowym Jorku i eksperymentował z kokainą, oraz nadal miewa ataki paniki tak jak jego ojciec.
A.J. interesuje się ochroną środowiska. Gdy dawał matce prezent na urodziny, nie był zapakowany w papier ozdobny, gdyż przez to niszczone jest środowisko. Został też „potępiony” przez kolegów z klasy, za to, że auto, które kupił mu Tony jest na gaz. Rozmawiał także z Meadow o hybrydowych samochodach, podczas gdy jego ojciec był w śpiączce. W szóstym sezonie A.J. zaczął pracować w wypożyczalni wideo, dopóki nie został przyłapany na kradzieży kartonowych „statywów”, które następnie sprzedawał. Tłumaczył się później, że chciał ratować środowisko.
Po kilku dniach szukania pracy w internecie, które nie przyniosły rezultatu, Tony załatwił mu robotę na budowie. A.J. nie chciał się zgodzić, gdyż musiał wcześnie wstawać i pracować na dworze. Tony się rozzłościł, wybił szybę w aucie A.J.'a i powiedział, żeby nie testował jego cierpliwości. A.J. ostatecznie zaakceptował tę pracę i dzięki temu poznał Blancę Seldago, z którą zaczął się spotykać. Blanca, która jest Dominikanką jest starsza od A.J.'a o 10 lat i ma 3 letniego syna, Hectora. Związek ten nie podobał się Carmeli, ale Tony cieszył się, że jest ona chociaż katoliczką.
Z rozmowy między nim a Blancą dowiadujemy się, że A.J. ma urodziny 15 lipca tak jak Jesse Ventura.